# ES 세티프

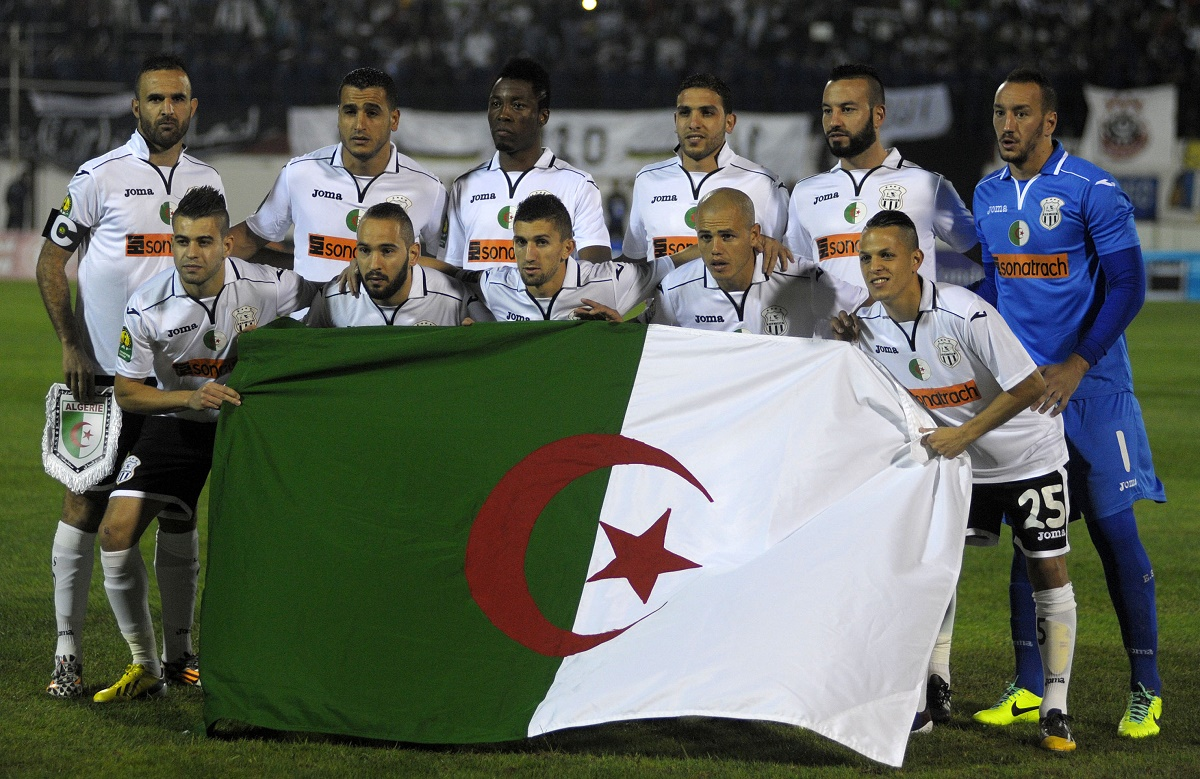

앙탕트 스포르티브 드 세티프(프랑스어: Entente Sportive de Sétif, 아랍어: وفاق سطيف) 또는 ES 세티프(ES Sétif)는 세티프를 연고로 하는 알제리의 축구 클럽이다.

## 역대 성적

### 알제리 국내 대회
- 알제리 샹피오나 나시오날: 우승 8회 (1967–68, 1986–87, 2006–07, 2008–09, 2011–12, 2012–13, 2014–15, 2016–17)
- 알제리 컵: 우승 8회 (1963, 1964, 1967, 1968, 1980, 1989, 2010, 2012)
- 알제리 슈퍼컵: 우승 2회 (2015, 2017)

### 국제 대회
- CAF 챔피언스리그: 우승 2회 (1988, 2014)
- 아랍 챔피언스리그: 우승 2회 (2007, 2008)
- 아프로 아시안 클럽 챔피언십: 우승 1회 (1989)
- 북아프리카 챔피언스컵: 우승 1회 (2009)
- 북아프리카 컵위너스컵: 우승 1회 (2010)
- 북아프리카 슈퍼컵: 우승 1회 (2010)
- CAF 컨페더레이션컵: 준우승 1회 (2009)
- 아프리칸 컵위너스컵: 4강 1회 (1991), 8강 1회 (1981)

## 선수 명단

### 현역
참고: FIFA 자격 규정에 따라 소속된 국가대표팀 국기를 표시합니다. 선수는 복수의 FIFA 비회원국 국적을 가지고 있을 수 있습니다.
| 번호 | 포지션 | 국적 | 이름 |
| ---- | ------ | ---- | ---- |

| 번호 | 포지션 | 국적 | 이름 |
| ---- | ------ | ---- | ---- |